# کرلوویتسه (ناحیه پلزن-شمالی)
کرلوویتسه (به چکی: Křelovice) یک منطقهٔ مسکونی در جمهوری چک است که در ناحیه پلزن-شمالی واقع شده‌است. کرلوویتسه ۲۱٫۱۱ کیلومتر مربع مساحت و ۲۲۷ نفر جمعیت دارد و ۵۱۵ متر بالاتر از سطح دریا واقع شده‌است.